# Bostrychus zonatus
Bostrychus zonatus é uma espécie de peixe da família Eleotridae.
É endémica da Nova Guiné Ocidental na Indonésia.